# باست (ویسکانسین)
باست (به انگلیسی: Bassett) یک منطقهٔ مسکونی در ایالات متحده آمریکا است که در Randall واقع شده‌است. باست ۲۳۵٫۹۲ متر بالاتر از سطح دریا واقع شده‌است.